# Anna Schmid (Ethnologin)
Anna Schmid (* 8. Oktober 1960 in Hausach) ist eine deutsche Ethnologin. Sie leitet seit April 2006 das Museum der Kulturen Basel (MKB).

## Leben
Anna Schmid studierte an der Ruprecht-Karls-Universität Heidelberg Ethnologie mit den Nebenfächern Geschichte und Geographie. Sie wurde 1994 mit einer Dissertation über die Dom in Nordpakistan promoviert. Praktika absolvierte sie am Musée de l’Homme in Paris sowie am Pitt Rivers Museum in Oxford.
Nach ethnologischer Feldforschung in Pakistan und Indien sowie wissenschaftlichen Tätigkeiten am Museum für Völkerkunde Hamburg und am Südasien-Institut (SAI) der Universität Heidelberg übernahm Schmid im März 2002 die Leitung der Abteilung Völkerkunde am Niedersächsischen Landesmuseum in Hannover. Nach vier Jahren wechselte sie nach Basel und wurde Nachfolgerin von Clara B. Wilpert. Schmid hat zahlreiche Ausstellungen kuratiert.
Schmids Amtsantritt in Basel fiel mit dem umfassenden Um- und Ausbau des Museums zusammen. Im September 2011 erfolgte die Neueröffnung mit einem neuen Ausstellungskonzept. Am 6. Mai 2019 verabschiedete sie mit den Leitern ethnologischer Museen im deutschsprachigen Raum die Heidelberger Stellungnahme zur Dekolonisierung.
Anna Schmid tritt im Oktober 2025 in den Ruhestand. Ihr Nachfolger als Direktor des Museums der Kulturen wird Friedrich von Bose.
Schmid ist verheiratet.

## Schriften (Auswahl)
Autorin
- Die Dom zwischen sozialer Ohnmacht und kultureller Macht. Interethnische Beziehungen in Nordpakistan (Dissertation). Stuttgart 1997, ISBN 978-3-515-07211-3.
- Pakistan-Express. Die fliegenden Pferde vom Indus. Hamburg 1995, ISBN 978-3-930802-16-6.

Herausgeberin
- Mit Begeisterung und langem Atem. Ethnologie am Niedersächsischen Landesmuseum Hannover. Hannover 2006, ISBN 978-3-929444-31-5.
- Rot. Wenn Farbe zur Täterin wird. Basel 2007, ISBN 978-3-85616-344-0.
- Opium. Basel 2025, ISBN 978-3-85616-672-4.
- Mission possible? Die Sammlung der Basler Mission, Spiegel kultureller Begegnungen. Basel 2025, ISBN 978-3-85616-669-4.
- Stückwerk. Geflickte Krüge, Patchwork. Berlin 2022, ISBN 978-3-7757-5306-7.

## Belege
1. 1 2 3  bs.ch: Anna Schmid wird neue Direktorin des Museums der Kulturen Basel. Abgerufen am 28. Januar 2025.
2. ↑  Dominique Spirgi: «Neu weiss man, was man gesehen hat». In: TagesWoche 1. April 2014; abgerufen am 28. Januar 2025.
3. ↑  museumsbund.de: Dekolonisierung erfordert Dialog, Expertise und Unterstützung – Heidelberger Stellungnahme. Abgerufen am 28. Januar 2025.
4. ↑  Medienmitteilung des Kantons Basel Stadt vom 20. März 2025, abgerufen am 23. März 2025

| Personendaten    | Personendaten                           |
| ---------------- | --------------------------------------- |
| NAME             | Schmid, Anna                            |
| KURZBESCHREIBUNG | deutsche Ethnologin und Museumsleiterin |
| GEBURTSDATUM     | 8. Oktober 1960                         |
| GEBURTSORT       | Hausach, Deutschland                    |